# 关于个人崇拜及其后果
《关于个人崇拜及其后果》（羅馬化：O kulte lichnosti i ego posledstviyakh）或赫鲁晓夫在苏共二十大上的秘密报告（俄语：секретный доклад Хрущёва на XX съезде КПСС），是一篇著名的演讲，由时任苏联共产党中央委员会第一书记的赫鲁晓夫在苏联共产党第二十次代表大会的最后一天（1956年2月25日）凌晨召开的秘密会议上演说。抨击了前任苏共领导人斯大林在位期间的严重错误，苏联將會逐步实行去斯大林化。苏联国内文艺气氛自此开始相对活跃，經濟形勢也開始好轉。然而报告既出，严重影响了中共和东欧共产集团的主导思想，并引发了一系列动乱。同年4月以色列情报和特殊使命局自华沙获得演讲稿后，将其转送美国情报机构中央情报局，其后同年7月经《纽约时报》公之于众。在苏联国内，直到1989年戈尔巴乔夫将全文发表前，秘密报告一直未得到公开。

## 背景
赫鲁晓夫发表秘密报告的目的包括通过批判斯大林，削弱莫洛托夫、卡冈诺维奇、马林科夫、伏罗希洛夫等党内保守派的影响。发表秘密报告前，赫鲁晓夫在苏共中央主席团会议上提出将对斯大林展开批判，遭到了党内保守派的强烈反对。赫鲁晓夫表示保守派之所以反对揭露斯大林的罪行，是因为害怕自己在其中所扮演的角色被揭露，并威胁如果不同意他发表秘密报告，将把所有相关内容向整个大会公布。保守派被迫妥协，以推卸部分責任。

## 内容
此次报告中批判了斯大林的七大错误：
- 个人崇拜。斯大林利用《斯大林传略》和《联共（布）党史简明教程》大肆颂扬个人功绩，利用颁发“斯大林奖”，树立“斯大林纪念碑”以及用自己名字命名企业和城市来助长个人迷信。赫鲁晓夫还提到了列宁于1924年5月给俄共（布）十三大的信，信中批评了斯大林太粗暴，建议调动他的总书记职务。他同时还公布了列宁1923年3月5日给斯大林的信，信中列宁要求斯大林为他在电话中侮辱唾骂列宁的妻子克鲁普斯卡娅的粗暴行径向列宁夫妇赔礼道歉，否则列宁就要和他断绝关系。
- 破坏法治，发动大清洗。揭露“大清洗”实际上首先从镇压党内反对派开始，利用“人民公敌”的罪名，将思想斗争转变成对反对派肉体上的消灭。赫鲁晓夫列举诸多材料，证明是斯大林一直在推动阶级斗争并批准违法的使用肉刑，把“大清洗”的责任完全推到斯大林的身上。他还暗示基洛夫被暗杀的真正幕后黑手就是斯大林本人，斯大林借追查基洛夫案件的凶手为名发动大清洗趁机消灭反对派是“贼喊抓贼”，甚至说斯大林晚年“有一个消灭苏共中央政治局内所有老同志的计划”。
- 在卫国战争中的错误。赫鲁晓夫批判斯大林盲目自大，过度轻信苏联与希特勒签订的《苏德互不侵犯条约》，不相信诸多有关纳粹德国即将进攻苏联的情报，再加上“大清洗”期间的政治运动残害了苏联红军很多优秀的将领，以至于苏联红军在战争初期遭受惨败。在纳粹德军对苏联的突袭取得初步成功之后，斯大林又对苏联的最终胜利完全丧失了信心，认为“一切都完了”，甚至“完全撒手不管”；在指挥战争的过程中，斯大林“按照地球仪制定作战计划”，造成哈尔科夫战役折损几十万士兵。
- 在民族问题上的错误。在卫国战争初期，斯大林强行将车臣－印古什，卡尔梅克等几个民族集体迁徙到远方，同时取消了这些民族的自治共和国，这种野蛮非人道的做法造成了严重的民族对立和民族矛盾，影响了苏联的社会稳定。
- 在对南斯拉夫关系上的错误。战后苏南两国发生了严重的纠纷并且关系完全破裂，赫鲁晓夫指责斯大林在这方面扮演了“可耻的角色”，斯大林甚至声称“只要我动一动小指头，铁托就会完蛋。”结果铁托没有很快完蛋（铁托一直统治南斯拉夫到1980年其去世）。
- 在经济政策方面的错误。赫鲁晓夫批判斯大林完全不了解农村情况，几十年不访问农村。“只是从电影上看农村和农业”，他的一系列错误政策导致了苏联的农业落后。
- 实行个人独裁，破坏组织活动惯例。赫鲁晓夫批判斯大林没有按照党章规定按时召开党代表大会，十八大和十九大之间相隔了15年。党的中央全会和政治局会议也很少开，斯大林晚年不仅不开中央全会，连政治局会议也只是偶尔去几次。同时斯大林架空中央政治局，党内重要事务被局内“五人小组”、“六人小组”、“七人小组”等小组取代，赫鲁晓夫讽刺其为“扑克牌迷的术语”。

## 影响
由於受到俄國革命成功所影響，20世紀的不少國家包括一些革命政權以及剛獨立的殖民地，在尋求資本主義市場經濟以外的制度時，都會模仿蘇聯斯大林式的政治經濟模式。赫魯曉夫在斯大林死亡3年后的1956年召開的蘇共“二十大”中，以秘密报告強烈批評斯大林主义，並推行去斯大林化政策。之後，不少曾经採納斯大林主義的國家，或多或少都跟隨蘇聯放棄斯大林主義，採納赫魯曉夫較開明的政策。而在金日成领导下的朝鲜民主主义人民共和国、毛澤東领导下的中華人民共和國、霍查领导下的阿尔巴尼亚劳动党、印度尼西亚共产党、以及越南劳动党和新西兰共产党的某部分派别，却是几个顯著的例外。金日成对朝鲜国内去斯大林化的支持者实施政治清洗，对其处决、强制流放或关入劳改营。毛澤東指責蘇共新領導層搞修正主義，這亦导致了中苏政治关系的恶化，两者在1960年分道揚鑣。之後，中國自行發展出毛澤東主義的意識形態，该主义仍然在很大程度上支持遗留下来的斯大林主义政策。霍查领导的阿爾巴尼亞在中蘇分歧中支持中國的立場，並堅守斯大林主義。赫鲁晓夫在1964年被勃列日涅夫赶下台，虽然在毛泽东领导下的中华人民共和国、霍查领导下的阿尔巴尼亚和金日成领导下的朝鲜看来仍然是修正主义的延续，是“没有赫鲁晓夫的赫鲁晓夫主义”（朝鲜是在内部文件中谴责苏联为修正主义，但在公开场合中于苏联和中国之间左右逢源，来回摇摆，保证自身的最大利益。直到邓小平和阿利雅于1980年代分别在中国和阿尔巴尼亚上台执政并进行经济改革，苏修这一说法才被废止不用）但在西方各国和苏联国内的主流观点看来，勃列日涅夫上台却被视为是斯大林主义的恢复，主要体现在之后的勃列日涅夫主义和苏联共产党官僚“干部队伍的稳定”，一直持续到80年代末期戈尔巴乔夫实施改革开放政策，最后苏共下台为止。
勃列日涅夫和柯西金在1964年10月通过发动政变推翻赫鲁晓夫上台执政，实行了“静悄悄的斯大林化”，开始发表肯定斯大林历史作用的言论，并于1966年初做出决定终止“非斯大林化”。著名作家西尼亚夫斯基和丹尼尔因在国外发表反斯大林的作品而被控犯有“诽谤 ”罪投入劳改营，《古拉格群岛》的作者索尔仁尼琴被驱逐出境，《让历史来审判》的作者罗伊·麦德维杰夫被开除出党，《斯大林大清洗内幕》作者费尔德宾则受到克格勃的追杀。勃列日涅夫时代拍摄的电影《解放》（1972年上映）和《围困》（1977年上映）中都出现了斯大林的形象，赞美斯大林在苏联卫国战争指挥中的功绩。勃列日涅夫还在1979年斯大林诞辰100周年时发行了照相纸年历纪念册，并且在1969年斯大林诞辰90周年时，在列宁墓背后的克里姆林宫城墙下中立起了斯大林的一座半身铜像，与基洛夫、伏罗希洛夫等人并列。但勃列日涅夫并没有重新把伏尔加格勒恢复为赫鲁晓夫去斯大林化之前的名字--斯大林格勒，所有被赫鲁晓夫改名的城市、工厂、企业也都没有恢复原来带有斯大林的名字。勃列日涅夫也承认“苏共二十大对破除个人崇拜和个人迷信的贡献”，除了斯大林的故乡格鲁吉亚的哥里和首都莫斯科，苏联其他城市没有保留任何斯大林塑像。
1986年，戈尔巴乔夫提出“民主化”、“公开性”和“舆论多元化”的口号，在意识形态领域掀起了一场批判斯大林的运动。《星火》、《莫斯科新闻》等主流报刊连篇累牍地登载批判斯大林的文章。戈尔巴乔夫高度评价赫鲁晓夫时期召开的苏共二十大“是对极权主义体制的第一次冲击，是朝社会民主化迈进的第一次尝试”。不过，戈尔巴乔夫认为赫鲁晓夫在揭露斯大林方面还有局限性，“不能也不愿揭露他所抨击的现象的深层基础”，这个“深层基础”就是“斯大林体制”。在纪念十月革命胜利70周年的报告中，戈尔巴乔夫严厉批判了斯大林和斯大林主义，1987－1988年，批判斯大林的运动达到了高潮。1990年7月，在苏共第28次代表大会的报告中，戈尔巴乔夫再次严厉批判了“斯大林一伙的罪行”，大会正式通过的决议中清楚地写道：“极权的斯大林体制给国家、人民、党、社会主义思想本身造成了巨大损失，这一体制正在被消除，苏联正在走向人道、民主的社会主义。”
2025年7月5日，俄罗斯联邦共产党第十九次报告和选举代表大会通过一项决议，认定赫鲁晓夫在苏共第二十次代表大会上关于斯大林个人崇拜的报告是错误的，这是一份错误且带有政治偏见的评价。。

## 评价
《人民日报》原总编辑吴冷西认为“报告很乱，无条理，就听到了一大堆关于斯大林破坏法制、杀人、靠地球仪指挥战争、对战争毫无准备等等，还讲了一个南斯拉夫问题，其他政策性的错误无甚印象。”

## 外部連結
- 关于个人崇拜及其后果（全文）